# Карасакал (башкирский народный наигрыш)
«Карасакал» (баш. Ҡараһаҡал, Ҡараһаҡал маршы, в переводе означает «Чёрная борода»), также известен как «Марш Карасакала», «Каракахал», «Боевой марш» — башкирский народный наигрыш, написанный в честь Карасакала, активного участника и руководителя Башкирского восстания 1735—1740 годов.

## История
Был впервые записан Лебединским в 1939 году от Ишгали Дильмухаметова в различных вариантах на фонограф и опубликован в сборнике «Башҡорт халыҡ йырҙары». По сведениям М. А. Бурангулова, бытовал одноименный танец, во время которого исполнялся марш.
Один из вариантов наигрыша записан Ф. Х. Камаевым.

## Описание
Форма мелодии вариационная, тема изложена по звукам мажорного трезвучия и завершается квинтовым тоном. Характер мелодии маршево-танцевый.

## Текст
| Башкирский оригинал |
| --- |
| Ҡараһаҡал Батырҙары ил зарын Ҡурайында уйнаған. Һылыуҙары йырлаған, Төрлө моңға мансылып, Ҡош-ҡорттары һайраған, Урал тигән илем бар, Урал тигән ерем бар, Урал тигән әсәм бар, әсәм бар! Батыр булып ат менһәм, Һыу-күл юлымды бүлмәҫ, Юлымда үлән үҫмәҫ, Малһыҙ ҙа яҙлыҡмаҫ, Ҡуңыр буға юлы бар, Ҡуңыр буға юлы бар, юлы бар! Атҡа мендем, Алла тип, Әҙер торам яуға тип, Ҡылысынан ҡан тамған, Һаҙағынан ыу тамған, Ҡатындарҙы тол иткән, Балаларын ҡол иткән, Дошманымда ҡоном бар, ҡоном бар |

## Исполнители
Среди исполнителей Ю. И. Гайнетдинов, С. И. Дильмухаметов.